# Štáblovice
Štáblovice település Csehországban, a Opavai járásban. Štáblovice Slavkov, Hradec nad Moravicí, Melč, Mikolajice, Uhlířov és Dolní Životice településekkel határos. Lakosainak száma 720 fő (2024. január 1.).

## Népesség
A település lakosságának változását az alábbi diagram mutatja:
| Lakosok száma | 719  | 775  | 666  | 555  | 566  | 594  | 658  | 667  | 674  | 720  |
|               | 1869 | 1890 | 1921 | 1950 | 1980 | 2001 | 2017 | 2019 | 2022 | 2024 |